# Víctor Rodríguez (actor)
Víctor Rodríguez (Bogotá, 8 de junio de 1972) es un actor colombiano.

## Biografía y carrera

### Primeros años
Rodríguez nació el 8 de junio de 1972 en Bogotá. Se preparó como actor teatral en Estados Unidos.

### Trayectoria actoral
Debutó en la televisión colombiana a mediados de la década de 1990, apareciendo en las telenovelas La viuda de blanco, Fuego verde y Yo amo a Paquita Gallego. Obtuvo reconocimiento en 2000 al interpretar el papel de Aristarco en telenovela La caponera. Un año después figuró en la serie Rauzán. Otras producciones para televisión en las que apareció en la década de 2000 incluyen La venganza, Pasión de gavilanes, La tormenta y Sin senos no hay paraíso. El colombian dream de 2005 y Los actores del conflicto de 2008 fueron algunas de sus participaciones destacadas en el cine en esa década.
En la década de 2010 su presencia en la televisión colombiana siguió siendo importante, apareciendo en series de televisión como Alias el mexicano, La viuda negra, Narcos, Infieles y El general Naranjo, y en producciones cinematográficas como El gobernador y Agente Ñero Ñero 7.

## Filmografía

### Cine
- Estado de Fuga (2024) - Paramo
- . El Paseo 7 (2023) - Capitan Guachene
- Los Iniciados 2 (2023) - Javier
- . Gospel ( 2022) - Gus
- . Camionero ( 2021 ) - Sarco
- . Triple Frontera (2020) Narco Shooter
- . El Chapo ( 2019) - Pedro Avilez
- Agente Ñero Ñero 7]] (2018) — Máximo Lora
- Uno al año no hace daño (2017)- Sacerdote Matías
- Narcos ( 2016) Arete
- El Gobernador 2015)- Alfil
- El Gran Sandini ( 2014)- Capitan Rodríguez
- El arriero (2009) Inspector González
- Los actores del conflicto (2008)- Olimpo Beltrán
- El colombian dream (2005)- El Hombre Insistente

### Televisión
- Operación pacífico (2020) — El Tuerto
- Enfermeras (2020) — Don Rene
- El general Naranjo (2019) — Rata
- El Bronx (2019) — Alias Urraca
- El Barón (2019) — Mark Alonso
- Nadie me quita lo bailao (2018)
- Infieles (2017)
- El Chapo (2017) — Pedro Áviles
- . Tormenta de Amor ( Novela Rcn) 2016 - Torpedo
- Narcos (2015) — Arete
- ¿Quién mató a Patricia Soler? (2015)
- Fugitivos (2014) — Gutiérrez
- La viuda negra (2014) — Morales
- Alias el Mexicano (2013) — Libardo Muñoz 'El Flaco'
- Tres caínes (2013)
- La Madame (2013)
- La traicionera (2011-2012) — Luis
- El cartel de los sapos (2010) — David
- Pandillas, guerra y paz II (2009-2010) — Capitán Salinas
- Sin senos no hay paraíso (2008-2009) — Jorge
- Zorro: La espada y la rosa (2007) — Agapito
- Acorralada (2007) — El Alacrán
- Decisiones (2006) — Varios personajes
- La tormenta (2005) — Pensacola
- La mujer en el espejo (2004-2005) — Juanco
- Pasión de gavilanes (2003-2004) — Memo Duque
- La venganza (2002-2003) — Jovito Matute
- Rauzán (2000-2001) — Francisco Gutierrez de Soto (Paquito)
- La caponera (2000) — Aristarco
- Yo amo a Paquita Gallego (1999) — Mensajero
- Fuego verde (1997)
- La viuda de Blanco (1996)

```
  Premios y Nominaciones
```

- . Premios Latinos del mundo V.I.P  Galardón a trayectoria mejor actor  ( 2025 ) Madrid España
- . NomInacion, actor de  reparto telenovela Rauzan revista  tv y novelas (2001) Bogota Colombia
- Nominación, actor revelación telenovela La Caponera revista tv y novelas (2000) Bogota Colombia